# スペシャルズ! 〜政府が潰そうとした自閉症ケア施設を守った男たちの実話〜
『スペシャルズ! 〜政府が潰そうとした自閉症ケア施設を守った男たちの実話〜』（スペシャルズ せいふがつぶそうとしたじへいしょうケアしせつをまもったおとこたちのじつわ、Hors normes）は2019年のフランスのコメディドラマ映画。
監督・脚本はオリヴィエ・ナカシュとエリック・トレダノ、出演はヴァンサン・カッセルとレダ・カテブなど。
実話をもとに、無認可や赤字経営の問題を抱えながらも、自閉症の子どもたちのために尽力する2人の男の奮闘を描いている。フランス語の原題は「規格外」を意味する。
2019年5月に開催された第72回カンヌ国際映画祭のクロージング作品として上映された。

## キャスト
- ブリュノ: ヴァンサン・カッセル - 自閉症の子供たちをケアする団体「正義の声」を運営。
- マリク: レダ・カテブ - ドロップアウトした若者たちを社会復帰させる団体「寄港」を運営。
- エレーヌ・デュボワ: エレーヌ・ヴァンサン（フランス語版） - ジョゼフの母。
- ディラン: ブライアン・ミヤルンダマ - マリクが「正義の声」に派遣した青年。ヴァランタンの介助人に。
- ジョゼフ・デュボワ: バンジャマン・ルシュール - 自閉症の青年。非常ボタンを押したがる。
- ヴァランタン: マルコ・ロカテッリ - 重度の自閉症の少年。自傷行為を防ぐためにヘッドギアを着けている。
- メナヘム: アルバン・イヴァノフ - 「正義の声」に食事を届けている料理人。ブリュノとマリクの友人。
- アルベール・フラチ: クリスチャン・ベネデッティ（フランス語版） - 「正義の声」の会計士。
- ロサン医師: カトリーヌ・ムシェ
- 社会問題監督局（IGAS）（フランス語版）の調査官: フレデリック・ピエロ（フランス語版）、スリアン・ブラヒム（フランス語版）
- リュディヴィヌ:  リナ・クードリ - ディランが一目惚れした若い言語聴覚士。
- シレル: アロイーズ・ソヴァージュ（フランス語版） - 「正義の声」のスタッフ。
- マルケチ: ピエール・ディオ - 洗濯機修理工場の責任者。ジョゼフを1週間だけ試験的に雇う。

### モデルとなった人物
ステファン・ベナム（ブリュノのモデル）
障害者支援センター「TOP GUN CLUB」を開設し、1992年にジョゼフのモデルとなったヨハンを介助することになり、1996年に自閉症の若者に人生の選択と自由を提供することを目的とした医療・社会的組織「Le Silence des Justes」を設立する。
ダーウド・タトウ（マリクのモデル）
2000年に、障害者支援と、無資格のカウンセラーのための社会的・職業的リハビリテーションを奨励することを目的とした組織「Relais Ile de France」を設立する。

## 製作
監督のトレダノとナカシュが1994年にステファン・ベナム（ブリュノのモデル）と出会ったことが本作の制作のきっかけであり、トレダノとナカシュはベナムとダーウド・タトウ（マリクのモデル）が取締役を務める団体についてのドキュメンタリーを制作したことがある。
出演者には自閉症の子供たちと素人を起用している。トレダノとナカシュが自閉症など他人とのコミュニケーションに問題を抱える人々を雇用しているアートグループに映画のワークショップを依頼し、そこで出会ったのがジョゼフ役のバンジャマン・ルシュールである。ヴァランタン役のマルコ・ロカテッリは弟が深刻な自閉症であり、1人でオーディションに参加した際に「この映画に参加することで、弟に少しでも寄り添えるかもしれない。彼のことを愛せるようになれるかもしれない」と語っており、その後、彼の母親が監督たちに「あなた方に全信頼を置いているわ」と告げたことで、彼の出演が最終的に決まった。また、ディラン役のブライアン・ミヤルンダマもオーディションで選ばれている。
主演のヴァンサン・カッセルとレダ・カテブに対してトレダノとナカシュは脚本執筆前に出演をオファーし、モデルとなった団体と長時間過ごすことを要求したが、すぐに2人から快諾のメッセージが送られてきて出演が決まった。
カッセルは本作への出演がきっかけで自閉症について多くのことを知ることができたとした上で「（映画『レインマン』のような）天才的な素質を持っている人もいれば、そうでない人もいる。その症状は人それぞれで、何一つ同じものはない。（中略）僕はこの映画から『皆はもっと他者との違いを受け入れるべきではないのか? 君と僕とは違っているけれど、一緒に生きていこう!』という強いメッセージを感じた。“寛容さ”が今作の大きなテーマになっていると思います」と語っている。

## 作品の評価

### 映画批評家によるレビュー
アロシネによれば、フランスの35のメディアによる評価の平均点は5点満点中3.9点である。
Rotten Tomatoesによれば、11件の評論のうち高評価は82%にあたる9件で、平均点は10点満点中7.4点となっている。
スクリーン・インターナショナルのチーフ批評家であるフィオヌラ・ハリガンは「心と現実の両方から生まれた稀有な映画で、隠されたテーマに触れることができ、しかも優しさとユーモアをもって観客を迎え入れてくれる強力な融合体である」と称賛している。一方、映画評論家のオーウェン・グレイバーマンは「バラエティ」において主演のヴァンサン・カッセルを称賛しつつも作品自体は「映画を装った社説のように感じられる」と酷評している。
またオランダ出身の映画ジャーナリストであるボイド・ファン・フーイは「ハリウッド・リポーター」において英題の「The Specials」にかけて「Not special enough（十分に特別ではない）」と低評価を与えている。
シネマトゥデイに掲載された評論によれば、映画ジャーナリストの中山治美は「観賞後、そこ（タイトル）に込められた監督たちの思いを考えずにはいられない奥深き作品である。」と高く評価している。
また、ライターの斉藤博昭は「『最強のふたり』と同じく、この監督コンビ、社会派テーマをエンタメ的作劇で共感させるテクをフル稼動。」と高評価を与えている。
さらに映画評論家のなかざわひでゆきは「まるで密着ドキュメントさながらのリアリズム」と評している。

### 受賞歴
| 賞               | 部門             | 対象                                        | 結果       |
| ---------------- | ---------------- | ------------------------------------------- | ---------- |
| 第45回セザール賞 | 作品賞           |                                             | ノミネート |
| 第45回セザール賞 | 監督賞           | - オリヴィエ・ナカシュ - エリック・トレダノ | ノミネート |
| 第45回セザール賞 | 主演男優賞       | ヴァンサン・カッセル                        | ノミネート |
| 第45回セザール賞 | 主演男優賞       | レダ・カテブ                                | ノミネート |
| 第45回セザール賞 | 助演女優賞       | エレーヌ・ヴァンサン                        | ノミネート |
| 第45回セザール賞 | 有望若手男優賞   | バンジャマン・ルシュール                    | ノミネート |
| 第45回セザール賞 | オリジナル脚本賞 | - オリヴィエ・ナカシュ - エリック・トレダノ | ノミネート |
| 第45回セザール賞 | 編集賞           | ドリアン・リガール＝アンスー                | ノミネート |